# Хиль де Табоада, Франсиско
Франсиско Гиль де Табоада Лемос и Вильямарин (исп. Francisco Gil de Taboada Lemos y Villamarín; 24 сентября 1733, Санта-Мария-де-Соутолонго, Галисия — 1809, Мадрид) — испанский морской офицер и колониальный чиновник. В течение краткого времени в 1789 году занимал пост вице-короля Новой Гранада, с 1790 по 1796 год был на должности вице-короля Перу. После возвращения в Испанию был членом правительственной хунты после отстранения Наполеоном короля Фердинанда VII. Также он находился на посту главнокомандующего испанским королевским флотом.

## Биография
Франсиско Гиль де Табоада родился в провинции Галисия на северо-западе Испании.
В 16-летнем возрасте он стал членом ордена госпитальеров. 27 октября 1752 года, в Кадисе, поступил на службу в королевский военно-морской флот в качестве кадета, во время службы совершал плавания по Средиземному морю, а также в Атлантику и Тихий океан. В 1770 году он получил звание командора, а в 1776 году — звание капитана.
С 5 января 1774 года по 1 февраля 1777 года он находился на посту губернатора Мальвинских островов.
17 февраля 1779 года Франсиско Гиль де Табоада был назначен капитаном в недавно созданную компанию морских Кмрсантов в департаменте Ферроль (исп. Compañía de Guardiamarinas del Departamento de El Ferrol). На этой должности он оставался до назначения вице-королём и капитан-генералом в вице-королевство Новая Гранада (современная Колумбия). В это время он уже командовал эскадрой.

## Вице-король Новой Гранады
На посту вице-короля Новой Гранады он пробыл недолго, вступил в должность в январе 1789 и прослужил до июля того же года, когда он был назначен вице-королём Перу. Будучи вице-королём Новой Гранады, Франсиско Гиль де Табоада получил звание генерал-лейтенанта.

## Вице-король Перу
В Перу Франсиско Гиль де Табоада провёл административную реформу, поощрял развитие местной литературы и искусств, а также организовывал различные исследовательские экспедиции. В 1791 году он поддержал основание перуанской газеты «Эль Меркурио Перуано» (исп. El Mercurio Peruano). Также он основал Академию Искусств.
В то же время он был закоренелым роялистом и сторонником абсолютной монархии, активно боролся с распространением революционных идей, исходивших из Франции, и запретил в Перу Декларацию прав человека и гражданина.
При нём в Перу был основан анатомический центр и больница, также поддерживалась навигационная школа. Первая перепись населения в Перу была также проведена с подачи вице-короля.
Гиль де Табоада повторно включил территорию Пуно в Андах в вице-королевство Перу.
После его возвращения в Испанию он был подвергнут судебному расследованию касательно состояния финансовых дел в колонии в период его пребывания у власти, это была обычная практика после отставки колониальных чиновников высокого ранга. Вердикт был в пользу Франсиско Гиль де Табоада.

## Возвращение в Испанию
В 1799 году Гиль де Табоада был назначен на пост генерального директора флота, и пребывал на этой должности до 1807 года, совмещая этот пост с другими высшими должностями.
9 ноября 1805 года получил звание капитан-генерала королевского флота.
После прихода к власти короля Фердинанда VII вошёл в созданную правительственную хунту, после вторжения Наполеона он также состоял в правительственной хунте.
После того как на испанский трон взошёл старший брат Наполеона Жозеф Бонапарт, от уже восьмидесятилетнего Гиля де Табоада потребовали присягнуть новому королю, но он отказался. Его хотели подвергнуть преследованию, но Жозеф Бонапарт сказал, что не следует преследовать столь доблестного старика.
На следующий год после воцарения Жозефа Бонапарта, в 1809 году, Франсиско Гиль де Табоада скончался. На похоронах французский оккупационный гарнизон Мадрида в знак уважения воздал ему воинские почести.